# Ordine della Gloria Militare
L'Ordine della Gloria Militare è un'onorificenza bielorussa.

## Storia
L'Ordine è stato fondato il 13 aprile 1995 ed è stato assegnato per la prima volta il 31 dicembre 2008.

## Assegnazione
L'Ordine è assegnato al personale militare bielorusso:
- per i risultati raggiunti nella gestione delle truppe, nel mantenimento della prontezza al combattimento della alta formazione professionale;
- per il coraggio e la dedizione mostrata durante la difesa della Patria e dell'interesse pubblico nell'esercizio delle proprie funzioni;
- per i meriti nel rafforzamento della cooperazione militare con paesi stranieri.

## Insegne
- L'insegna è una stella a cinque punti su un pentagono. Il raggio della stella è di 44 mm. Al centro della stella si trova vi è un cerchio di 23 mm di diametro con l'immagine in rilievo di due guerrieri che rappresentano le forze terrestri e aeree. Il cerchio è in incorniciato da una corona di foglie di quercia e di alloro. Sopra al cerchio vi è la scritta "Воінская Слава" in oro su sfondo verde. La medaglia è di argento dorato.
- Il nastro è rosso con una fascia verde al centro e sulla destra altre cinque strisce, due gialle e tre nere.